# Type 4 Ha-To
Type 4 Ha-To (Japans: 試製四式重迫撃砲 ハト, Shisei yon-shiki jū-hakugekihō hato?) was een Japans type gemechaniseerde artillerie uit de Tweede Wereldoorlog.

## Beschrijving
Dit voertuig was een mobiele ondersteuning voor andere troepen, en had een Type 3 300mm Mortier kanon. Dit kanon had een bereik van 3000 meter en kon projectielen van 170 kilo per stuk verschieten. De tests waren afgerond in 1944. Er zijn maar vier voertuigen gebouwd en nooit ingezet.